# 北魁北克区
北魁北克区（法語：Nord-du-Québec）是魁北克省的一个行政区，位于该省北部。该地区总面积839,000平方公里（323,940 平方英里），其中121,000平方公里（46,718 sq mi）为内水面积。该地区包含拉布拉多半岛。该地区占魁北克总面积的55%，为魁北克最大的一个行政区。该地区总人口42,579。